# Dubicze Cerkiewne (gmina)
Pour le village, voir Dubicze Cerkiewne.
Dubicze Cerkiewne est une gmina rurale du powiat de Hajnówka, Podlachie, dans le nord-est de la Pologne, à la frontière avec la Biélorussie. Son siège est le village de Dubicze Cerkiewne, qui se situe environ 13 km au sud-ouest de Hajnówka et 55 km au sud de la capitale régionale Białystok.
La gmina couvre une superficie de 151,19 km2 pour une population de 1 871 habitants.

## Géographie
La gmina inclut les villages de Czechy Orlańskie, Długi Bród, Dubicze Cerkiewne, Dubicze Tofiłowce, Górny Gród, Grabowiec, Istok, Jagodniki, Jakubowo, Jelonka, Jodłówka, Klakowo, Koryciski, Krągłe, Kraskowszczyzna, Nikiforowszczyzna, Pasieczniki Małe, Piaski, Rutka, Siemiwołoki, Stary Kornin, Starzyna, Werstok, Wiluki, Witowo, Wojnówka, Wygon et Zabagonie.
La gmina borde les gminy de Czyże, Hajnówka, Kleszczele et Orla. Elle est également frontalière de la Biélorussie.